# Тури језик
Тури језик је језик из породице нило-сахарских језика, грана нилотских језика. Њиме се служи око 6.600 становника Јужног Судана у региону између градова Вав и Авејл. Користи латинично писмо, и чини га неколико дијалеката.